# Wspólnota administracyjna Oberderdingen
Wspólnota administracyjna Oberderdingen – wspólnota administracyjna (niem. Vereinbarte Verwaltungsgemeinschaft) w Niemczech, w kraju związkowym Badenia-Wirtembergia, w rejencji Karlsruhe, w regionie Mittlerer Oberrhein, w powiecie Karlsruhe. Siedziba wspólnoty znajduje się w mieście Oberderdingen, przewodniczącym jej jest Thomas Nowitzki.
Wspólnota administracyjna zrzesza dwie gminy, w tym jedną gminę miejską (Stadt) oraz jedną gminę wiejską (Gemeinde):
- Kürnbach, 2 277 mieszkańców, 12,67 km²
- Oberderdingen, 10 474 mieszkańców, 33,57 km², miasto